# Santa Ana, Francisco Morazán
Santa Ana är en ort i Honduras.   Den ligger i departementet Departamento de Francisco Morazán, i den sydvästra delen av landet, 18 km söder om huvudstaden Tegucigalpa. Santa Ana ligger 1 455 meter över havet och antalet invånare är 1 052.
Terrängen runt Santa Ana är kuperad. Runt Santa Ana är det ganska tätbefolkat, med 60 invånare per kvadratkilometer. Närmaste större samhälle är Tegucigalpa, 18,1 km norr om Santa Ana. 